# Lenkiv, Busk
Lenkiv (în ucraineană Леньків) este un sat în comuna Toporiv din raionul Busk, regiunea Liov, Ucraina.

## Demografie
Componența lingvistică a localității Lenkiv
     Ucraineană (100%)
Conform recensământului din 2001, toată populația localității Lenkiv era vorbitoare de ucraineană (100%).